# Sigvatr Þórðarson
Sigvatr Þórðarson (Thordharson, 995-1045) també Sighvatr skáld Þórðarson, de malnom Sigvat l'Skald, fou un skald islandès, poeta en la cort d'alguns reis com Olaf II el Sant, Canut II de Dinamarca, Magne Olavsson de Noruega i Anund Jacob, dels regnats dels quals es desprèn que fou un artista molt actiu a la primeria del s. XI.
Sigvatr era l'skald més conegut del rei Olaf i li va servir com stallari (mariscal). La majoria dels seus poemes són textos d'exaltació i lloança del rei Olaf II i molts poemes de la saga de sant Olaf del Heimskringla són obra seva. El poema més antic i extens de la seua obra és Vikingarvísur, que relata les batalles de les expedicions vikingues del rei Olaf fins al 1015, quan torna a Noruega per reclamar el tron.
Nesjavísur és el segon poema més antic de Sigvatr, en què l'skald descriu la batalla de Nesjar entre Olaf i Sveinn Hákonarson, als afores de Brunlanes al 1016, fet clau per al seu ascens al tron de Noruega.
Heimskringla recull un capítol l'any 1028 durant les festes de Jul a Oppland, quan Sigvatr recità un poema que agradà tant a Olaf II que li va regalar una espasa decorada amb incrustacions d'or.
S'han conservat uns 160 versos de la poesia de Sigvatr, més que de qualsevol altre poeta contemporani seu. L'estil de Sigvat és molt més senzill i més clar que els que caracteritzaven abans aquest tipus de poesia. Tot i la densitat del seu vers, no sol utilitzar la perífrasi, com feien els seus predecessors i, com a cristià, evita al·lusions a la mitologia nòrdica.

## Obra
1. Víkingarvísur, Compost cap a 1014-15. sobre les primeres obres de Olaf II de Noruega.
2. Nesjavísur, sobre la batalla de Nesjar.
3. Austrfararvísur, sobre un viatge a Suècia
4. Drápa um Óláf Konung, sobre el rei Olaf II
5. Vestrfararvísur ("Versos del viatge a occident"), sobre un viatge a Anglaterra
6. Kvæði um Erling Skjalgsson, sobre el rei rugio, Erling Skjalgsson
7. Flokkr um Erling Skjalgsson, sobre el rei rugio, Erling Skjalgsson
8. Tryggvaflokkr
9. Kvæði um Ástríði Dróttningu. Poema sobre la reina Ástríðr.
10. Knútsdrápa, en memòria del rei Canó el Gran
11. Bersöglisvísur, una reprimenda al rei Magnus
12. Erfidrápa Óláfs helga, en memòria del rei Olaf II
13. Lausavísur ("El lausavísur").
14. Brot, fragments.